# Cristià Günther I de Schwarzburg-Sondershausen
Cristià Günther I de Schwarzburg-Sondershausen (en alemany Christian Günther I von Schwarzburg-Sondershausen) va néixer a Sondershausen (Alemanya) l'11 de maig de 1578 i va morir a Ebeleben el 25 de novembre de 1642. Era un noble alemany, fill del comte Joan Günther I (1532-1586) i de la princesa Anna d'Oldenburg-Delmenhorst (1539-1579).
Quan el seu pare va morir, ell i els seus germans també menors d'edat van quedar sota la tutela de la seva mare i del seu oncle, Joan VII d'Oldenburg (1540-1603). No va ser fins al 1601 que va poder governar com a comte de Schwarzburg-Sondershausen. En morir Cristià Günther, el govern del comtat passà a mans del seu germà gran Günther XLII, però aquest morí a l'any següent sense descendència de manera que heretà el comtat Antoni Günther I, fill de Cristià Günther.

## Matrimoni i fills
El 15 de novembre de 1612 es va casar amb Anna Sibil·la de Schawarzburg-Rudolstadt (1584-1623), filla del comte Albert VII (1537-1605) i de Juliana de Nassau-Dillenburg (1546-1588). El matrimoni va tenir nou fills:
- Anna Juliana (1613-1652)
- Joann Günther III (1615-1616)
- Cristià Günther II (1616-1666), casat amb Sofia Dorotea de Morsperg (1623-1685).
- Caterina Elisabet (1617-1701), casada amb Enric II de Reuss-Gera (1602-1670).
- Elionor Sofia (1618-1631)
- Antoni Günther I (1620-1666), casata amb Maria Magdalena de Birkenfeld (1622-1689).
- Lluís Günther II (1621-1681), casat amb Concòrdia de Sayn (1648-1683).
- Sofia Elisabet (1622-1677)
- Clara Sabina (1623-1654)